# خورلا
خورلا Goirle  بلدية وبلدة بمقاطعة شمال برابنت، جنوبي هولندا.

## طوبوغرافيا
خريطة طوبوغرافية هولندية لبلدية خورلا، يونيو 2015، (تقرأ بعد ثلاث نقرات على الخريطة).

## معرض صور

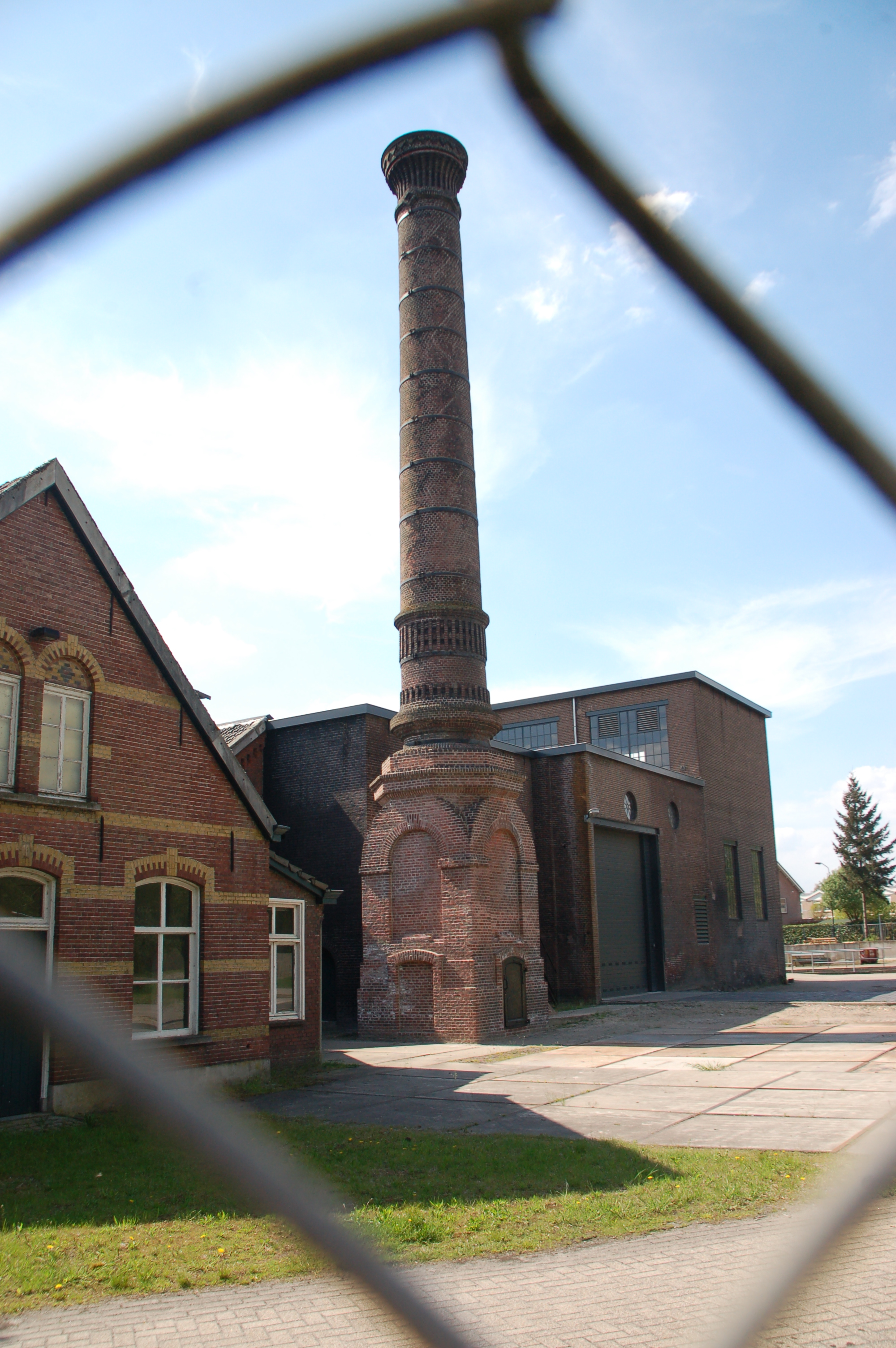
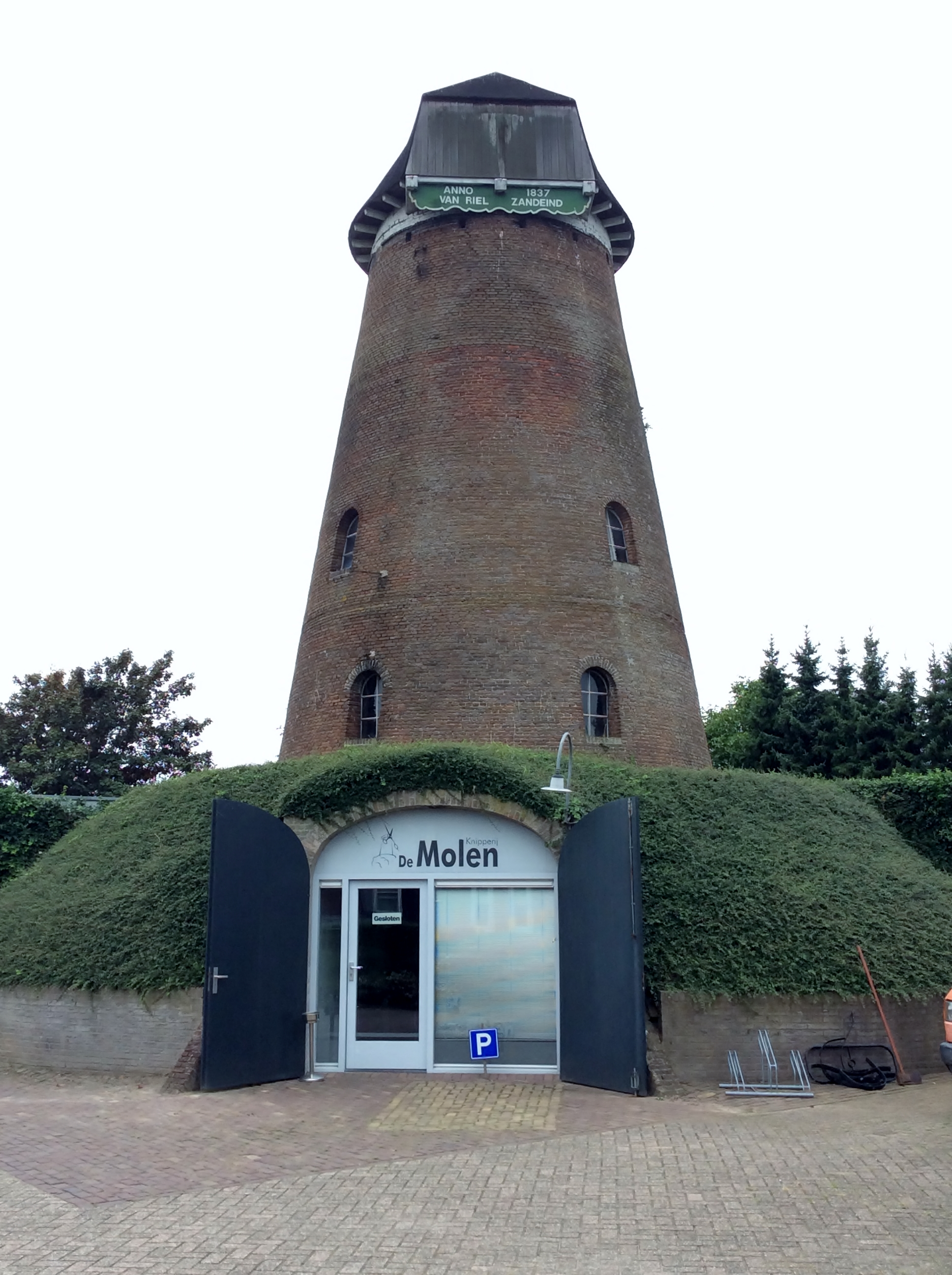
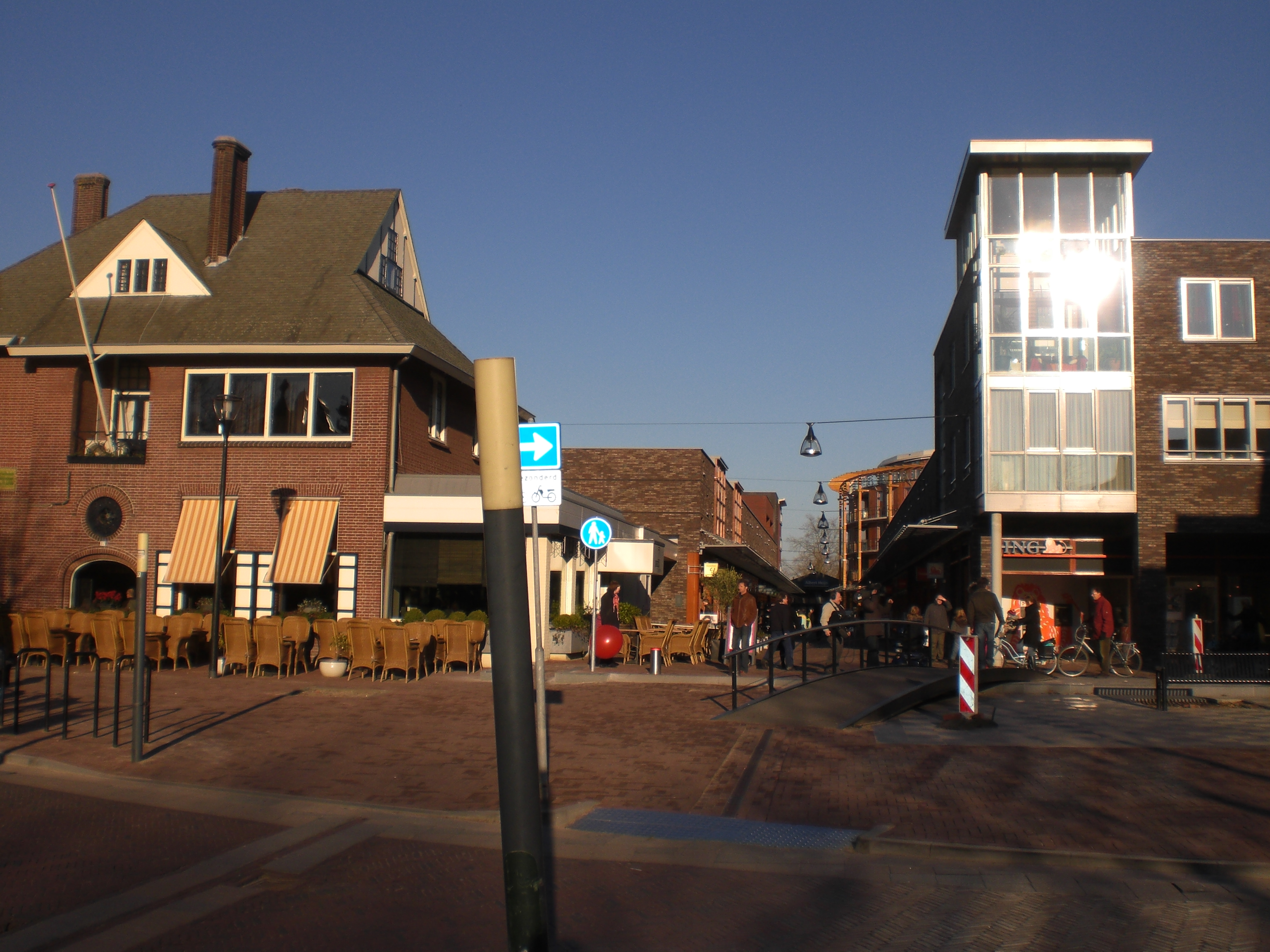
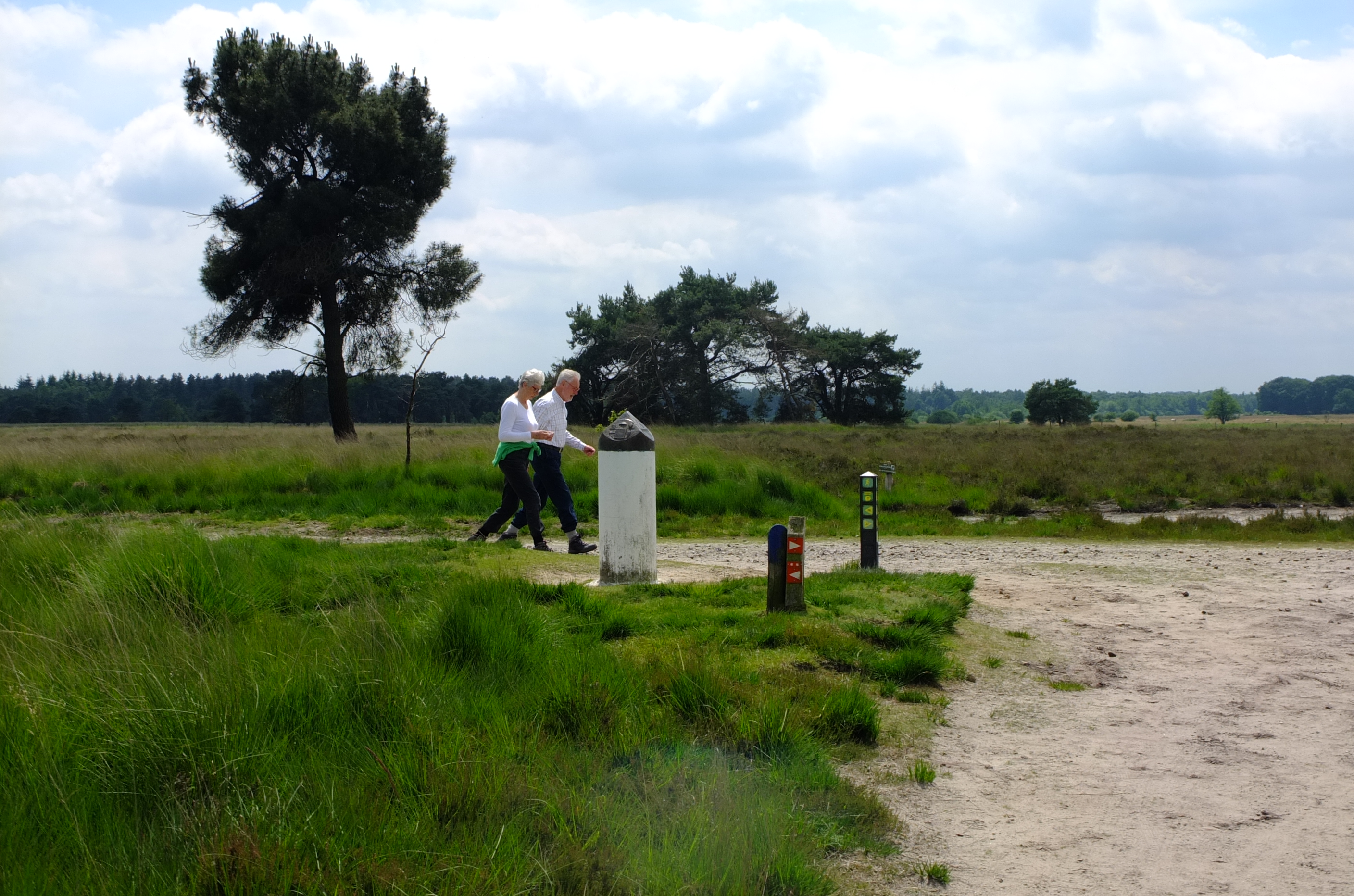

## توأمة
لخورلا اتفاقيات توأمة مع:
- كراسنوغورسك

## أعلام
- جوستين ماتيو
- أماندا هوبمانس
- ثيو هندريكس